# Triarthron maerkelii
Triarthron maerkelii är en skalbaggsart som beskrevs av Schmidt 1841. Triarthron maerkelii ingår i släktet Triarthron, och familjen mycelbaggar. Arten är reproducerande i Sverige.